# توماس هنن
توماس هنن (بالإنجليزية: Thomas J. Hennen)‏ (و. 1952 – م) هو رائد فضاء من الولايات المتحدة الأمريكية . ولد في ألباني .

## ريادة الفضاء
شارك في المهمات الفضائية:
- STS-44.

## جوائز
حصل على جوائز منها:
- وسام "العمل الشجاع في الحرب الوطنية العظمى 1941-1945
- وسام الاستحقاق.